# Carles Calsaulx
Carles Calsaulx fou un consol de Marsella que va morir assassinat el 1596.
El 1591 dirigí la revolta del Consolat de Marsella contra el rei Enric IV de França. Proclamà la República de Marsella i es proclamà dictador. També ordenà instal·lar una impremta oficial i feu venir Mascaron des d'Avinyó. D'aquesta manera s'editarien alguns clàssics provençals.